# Cotinga nattererii
El cotinga azul (en Colombia, Ecuador, Venezuela y Panamá) (Cotinga nattererii), es una especie de ave paseriforme de la familia Cotingidae perteneciente al género Cotinga. Es nativo del extremo este de América Central y del noroeste de América del Sur. 

## Distribución y hábitat
En el occidente de Venezuela, se encuentra en los claros del bosque tropical, cerca del Lago de Maracaibo y ha sido observado también en los depósitos en los estados Mérida y Táchira. En Colombia, se encuentra a todo lo largo de la costa del Pacífico y el valle del Magdalena. En el noroccidente del Ecuador es raro en la provincia de Esmeraldas. En el oriente y centro de Panamá, se encuentra en el este de la provincia de Colón y al oeste de la de Panamá, cerca de la ciudad de La Chorrera y a menudo se ha visto en los claros de Barro Colorado.
Esta especie es considerada poco común y local en su hábitat natural, el dosel y los bordes de selvas húmedas hasta los 1000 m de altitud.

## Descripción
Mide entre 18 y 18,5 cm de longitud y tiene un pico corto y negro. Adulto, su forma se parece a la de una paloma. El dimorfismo sexual es muy pronunciado. 
La mayoría del plumaje del macho es de color azul brillante. Tiene anillo ocular negro. Las alas son de color negro, con la excepción de las coberteras pequeñas y cuando aletea, se ven bordes azules en las plumas. En la garganta y la parte superior del pecho, presenta una mancha negra purpúrea. El vientre está decorado con una franja de color púrpura negruzco. 
La hembra es de color marrón oscuro en la parte superior. Tiene el plumaje blanco de tejas. Un anillo ocular gris es apenas visible. El pecho es de color de fondo arena y el vientre canela amarillento. Más notoriamente en el pecho, pero también en el vientre, las plumas son más oscuras hacia el centro de manera que parecen escamas. La cola es de color marrón oscuro.

## Comportamiento
Generalmente está solitario, preferentemente en las ramas del estrato alto del bosque, pero es posible que varios busquen comida en el mismo árbol frutal. Su vuelo es rápido y sencillo. Generalmente no se oye su canto, y el batir de las alas es la única indicación audible de su presencia.

## Sistemática

### Descripción original
La especie C. nattererii fue descrita por primera vez por el ornitólogo francés Auguste Boissonneau en 1840 bajo el nombre científico Ampelis nattererii; su localidad tipo es: «Bogotá, Colombia».

### Etimología
El nombre genérico femenino «Cotinga» deriva del nombre de la especie tipo del género, Ampelis cotinga, cuyo nombre específico por su vez deriva del tupí «catingá» quer significa ‘ave colorida y brillante de la selva’; y el nombre de la especie «nattererii», conmemora al recolector y zoólogo alemán Johann Natterer (1787–1843).

### Taxonomía
Es monotípica.